# Дятел Вуді вирушає у табір
«Дятел Вуді вирушає у табір» (англ. Woody Woodpecker Goes to Camp) — американсько-австралійська кінокомедія 2024 року з елементами тривимірної анімації, знята Джоном Розенбаумом і заснована на однойменному персонажі. Є продовженням фільму «Дятел Вуді» 2017 року та другим фільмом у кіносерії фільмів з живими акторами про цього персонажа. Авторами сценарію є Стівен Мазур і Корі Едвардс, продюсером — Джон Куйпер. Фільм створений компанією Universal 1440 Entertainment у копродукції з Universal Animation Studios і розповсюджується компанією Netflix.
12 квітня 2024 року фільм офіційно вийшов на сервісі Netflix.

## Акторський склад
- Ерік Боза — дятел Вуді Вудпекер
- Кевін Майкл Річардсон — стерв'ятник Базз Баззард
- Том Кенні — морж Воллі Волрус
- Мері-Луїз Паркер — Енджі
- Хлоя Де Лос Сантос — Меґґі
- Джош Лосон — Зейн
- Саванна Ла Рейн — Джей Джей
- Естер Сон — Роуз
- Еван Стенгоуп — Ґас
- Джордж Голаган-Кантвелл — Орсон
- Кершон Теодор — Майкі
- CC Dewar — Девін
- Рас-Самюель Велд А'абзґі — Кайлер
- Макс ДеПіна — офіцер поліції

## Український дубляж
Фільм дубльовано компанією Le Doyen.
- Перекладачі: Оксана Кравченко
- Режисери дубляжу: Максим Кондратюк
- Звукорежисери: Євген Ярошенко
- Звукорежисер перезапису: Євген Ярошенко
- Координатори проєкту: Ольга Боєва, Анна Гайова

### Акторський склад
- Павло Скороходько — дятел Вуді Вудпекер
- В'ячеслав Дудко — стерв'ятник Базз Баззард[6]
- Роман Солошенко — морж Воллі Волрус
- Галина Дубок — Меґґі
- Діана Стасюк — Джей Джей
- Владислав Васицький — Ґас
- Алекс Степаненко — Орсон
- Юлія Бондарчук — Роуз
- Арсеній Грищенко — Майкі
- Наталя Романько — Енджі
- Петро Сова — Зейн Маллард
- Дмитро Бузинський — рейнджер Волтерс
- Володимир Гурін — Кайлер
- Станіслав Мельник — кур'єр
- Анастасія Жарнікова — Девін
- Анна Павленко — Джина

## Виробництво
У 2021 році кінокомпанії Universal Pictures і Universal 1440 Entertainment оголосили про створення продовження фільму «Дятел Вуді» 2017 року. Знімання проходили в Австралії, у Мельбурні та в різних регіонах штату Вікторія з вересня по грудень того ж року.
Прем'єра відбулася 12 квітня 2024 року на Netflix.

## Сприйняття
На сайті агрегатора рецензій Rotten Tomatoes 17% з 6 рецензій критиків є позитивними, із середньою оцінкою 4,2/10.

## Продовження
В інтерв'ю Джону Розенбауму він заявив, що у франшизі може з'явитися третій фільм.